# استاد المدينة التعليمية
استاد المدينة التعليمية  هو ملعب كرة قدم يقع في الريان، قطر، بُني لاستضافة بطولة كأس العالم لكرة القدم 2022 التي أُقيمت في قطر. يقع الملعب داخل الحرم الجامعي في
المدينة التعليمية التابعة لمؤسسة قطر. بعد نهائيات كأس العالم لكرة القدم، سيحتفظ الاستاد بـ 25 ألف مقعد لاستخدامها من قِبل الفرق الرياضية الجامعية. في 3 سبتمبر 2020، استضاف الملعب أول مباراة رسمية له، والتي أقيمت في موسم دوري نجوم قطر 2020-21.

## البناء
يقع الملعب في ضواحي العاصمة الدوحة ويتسع لـ 40 ألف مقعد. وقد أطلق عليه لقب «جوهرة الصحراء». يُعد الاستاد من بين الملاعب الأكثر استدامة بيئيًا في العالم. في مايو 2019، حصل استاد المدينة التعليمية على تصنيف الخمس نجوم GSAS.

## التاريخ
في 30 سبتمبر 2019، أعلن الاتحاد الدولي لكرة القدم (الفيفا) عن استاد المدينة التعليمية لاستضافة مباراة تحديد المركز الثالث والنهائي لكأس العالم للأندية 2019، على أن تقام البطولة في قطر. كان الملعب سيستضيف أيضًا أول مباراة لليفربول في الدور نصف النهائي، ولكن في 7 ديسمبر 2019، تم تأجيل الافتتاح الرسمي لملعب المدينة التعليمية حتى أوائل عام 2020. وعليه؛ نقلت مباراة ليفربول الافتتاحية والنهائية ومباراة تحديد المركز الثالث جميعها إلى استاد خليفة الدولي في الدوحة. في عام 2020، استضاف استاد المدينة التعليمية مباريات المنطقة الشرقية والغربية من دوري أبطال آسيا 2020.
استضاف الملعب خمس مباريات خلال كأس العرب 2021.

## كأس العالم في قطر
استاد المدينة التعليمية هو أحد الملاعب الثمانية التي حُولت لاستضافة كأس العالم لكرة القدم في قطر 2022. اكتمل بناء الاستاد في يونيو 2020، ليصبح ثالث ملاعب كأس العالم يتم الانتهاء منها. افتتح رسميًا في 15 يونيو 2020.

## نتائج الدورات الأخيرة

### كأس العرب 2021
| التاريخ        | الوقت | الفريق #1 | النتيجة | الفريق #2 |                  | عدد الحضور |
| -------------- | ----- | --------- | ------- | --------- | ---------------- | ---------- |
| 1 ديسمبر 2021  | 22:00 | السعودية  | 0–1     | الأردن    | المجموعة الثالثة | 4,777      |
| 3 ديسمبر 2021  | 16:00 | عمان      | 1–2     | قطر       | المجموعة الأولى  | 23,254     |
| 4 ديسمبر 2021  | 22:00 | فلسطين    | 1–1     | السعودية  | المجموعة الثالثة | 3,075      |
| 7 ديسمبر 2021  | 22:00 | لبنان     | 1–0     | السودان   | المجموعة الرابعة | 5,991      |
| 10 ديسمبر 2021 | 18;00 | تونس      | 1-2     | عمان      | ربع النهائي      | 21,329     |

### كأس العالم 2022
| التاريخ        | الوقت | الفريق 1       | النتيجة              | الفريق 2       |                  | عدد الحضور |
| -------------- | ----- | -------------- | -------------------- | -------------- | ---------------- | ---------- |
| 22 نوفمبر 2022 | 16:00 | الدنمارك       | 0–0                  | تونس           | المجموعة الرابعة | 42,925     |
| 24 نوفمبر 2022 | 16:00 | الأوروغواي     | 0–0                  | كوريا الجنوبية | المجموعة الثامنة | 41,663     |
| 26 نوفمبر 2022 | 16:00 | بولندا         | 2–0                  | السعودية       | المجموعة الثالثة | 44,259     |
| 28 نوفمبر 2022 | 16:00 | كوريا الجنوبية | 2–3                  | غانا           | المجموعة الثامنة | 43,983     |
| 30 نوفمبر 2022 | 18:00 | تونس           | 1–0                  | فرنسا          | المجموعة الرابعة | 43,627     |
| 2 ديسمبر 2022  | 18:00 | كوريا الجنوبية | 2–1                  | البرتغال       | المجموعة الثامنة | 44,097     |
| 6 ديسمبر 2022  | 18:00 | المغرب         | 0–0 (3–0 ركلات جزاء) | إسبانيا        | دور الـ16        | 44,667     |
| 9 ديسمبر 2022  | 18:00 | كرواتيا        | 1–1 (4–2 ركلات جزاء) | البرازيل       | ربع النهائي      | 43,893     |